# Ачури, Хайкель
Хайкель Аль-Ачури (араб. هيكل العاشوري‎; род. 29 августа 1984, Тунис) — тунисский борец греко-римского стиля, участник трёх Олимпийских игр, 7-кратный чемпион Африки.

## Карьера
С 2008 по 2014 год семь раз подряд выигрывал чемпионат Африки. В сентябре 2010 на чемпионате мира в Москве на стадии 1/16 финала уступил россиянину Алексею Мишину. В апреле 2021 года в тунисском Хаммамете на африканском и океанском олимпийский отборочный турнире к Олимпийским играм в Токио завоевал лицензию. В августе 2021 года на Олимпиаде в схватке на стадии 1/8 финала уступил представителя Польши Тадеушу Михалику со счётом (0:10) и занял итоговое последнее 16 место.

## Достижения
- Чемпионат Африки по борьбе 2008 — ;
- Олимпийские игры 2008 — 20;
- Чемпионат Африки по борьбе 2009 — ;
- Чемпионат Африки по борьбе 2009 —  (вольный стиль);
- Чемпионат Африки по борьбе 2010 — ;
- Арабские игры — ;
- Чемпионат Африки по борьбе 2011 — ;
- Чемпионат Африки по борьбе 2012 — ;
- Олимпийские игры 2012 — 15;
- Чемпионат Африки по борьбе 2013 — ;
- Средиземноморские игры 2013 — ;
- Чемпионат Африки по борьбе 2014 — ;
- Чемпионат Африки по борьбе 2020 — ;
- Олимпийские игры 2020 — 16;